# Braniewo (plaats)
Braniewo (Duits: Braunsberg) is een stad in het Poolse woiwodschap Ermland-Mazurië, in de powiat Braniewski, op 6 km van de grens met de Russische Oblast Kaliningrad. De oppervlakte bedraagt 12,36 km², het inwonertal 18.068 (2005). De stad was een Hanzestad.

## Geschiedenis
De oudste naam van de stad – Brunsberg -  wordt herleid tot bisschop Bruno von Schauenburg, maar het kan ook ‘Bruseberge’ zijn geweest, wat in het Oudpruisisch legerkamp betekent. 
Er lag hier al eeuwen een overslagplaats voor goederen die over zee werden aan- of afgevoerd. In 1249 bezette de Duitse Orde de plaats en zij stichtten er een stad, die tevens de residentie was van het domkapittel van het door de Orde opgerichte bisdom Ermland. De Oude Pruisen verwoestten de plaats tijdens opstanden kort na 1270. Daarna werden versterkingen gebouwd en werd Braunsberg een havenstad die zich bij de Hanze aansloot. Het domkapittel verhuisde naar het nabijgelegen Frauenburg (Frombork). De stad bleef onder het gezag van het bisdom Ermland en kwam na 1466 onder de Poolse koning. Bisschop Stanislaus Hosius stichtte in 1578 een katholiek Lyceum Hoseanum als bolwerk van de contrareformatie. In het aangrenzende hertogdom Pruisen waren de landheren na de reformatie in 1525 tot het lutheranisme overgegaan. 
De stad werd door de Zweden in hun oorlog tegen Polen bezet maar bleef tot 1772 deel van het Poolse koninkrijk. In dat jaar werd het Ermland in de Eerste Poolse Deling bij het koninkrijk Pruisen gevoegd en werd deel van de provincie Oost-Pruisen. 
Economisch ontwikkelde de stad zich na 1859 toen de Preußische Ostbahn naar Koningsbergen werd aangelegd. Ook de zeescheepvaart profiteerde van deze opleving. Het gymnasium werd een staatsinstelling, behield zijn katholieke achtergrond en bleef van belang voor de opleiding van de jonge generaties uit het katholieke Junkertum en de hogere burgerij. 
Het inwonertal groeide gestaag van 4.370 in 1782 tot 21.142 in 1939. Dat aantal inwoners is na 1945 niet meer gehaald.
In februari en maart 1945 werd de stad die door de Wehrmacht tot vesting was uitgebouwd geheel vernietigd door het Rode leger. Poolse autoriteiten namen het gezag over en de nieuwe staatsgrens tussen de Sovjet-Unie en Polen kwam ten noorden van de stad te liggen. Braunsberg heette voortaan Braniewo . Polen en Oekraïners vestigden zich hier nadat de Duitse inwoners vrijwel allen waren gevlucht, omgekomen of uitgewezen. Tussen 1979 en 1986 is de grotendeels verwoeste ruïne van de Catharinakerk hersteld. In 2001 werd de kerk door de Poolse Paus Johannes Paulus II verheven tot basiliek.

## Verkeer en vervoer
- Station Braniewo

## Sport
Braniewo was in 2000 de startplaats van de Ronde van Polen, een wielerkoers die dat jaar ging over een afstand van 1.171 kilometer, verspreid over zeven etappes.

## Bekende inwoners van Braunsberg-Braniowo

### Geboren
- Johann Oestreich (1750–1833), Pruisisch oprichter van de textielindustrie in Braunsberg
- Eduard Regenbrecht (1791–1849), Pruisisch rector van de universiteit van Breslau
- Josef Annegarn (1794–1843), Pruisisch professor aan het Lyceum Hosium voor kerkelijk recht
- Johann Josef Regenbrecht (1797–1854), Pruisisch rooms-katholiek hoogwaardigheidbekleder: proost in in Konigsbergen, domheer in Posen
- Carl Ferdinand Johannes Hahn (1801−1876), Pruisisch vertegenwoordiger in het eerste Duitse parlement in Frankfurt (1848)
- August Willich (1810–1878), Amerikaans-Pruisisch generaal in het leger van de noordelijke staten in de Amerikaanse Burgeroorlog
- Siegfried Graf Lehndorff (1869–1956), Pruisisch-Duits geschiedschrijver van de Sovjet-bezetting, de vlucht van de bevolking en de gezagsovername door de Poolse autoriteiten
- Rainer Barzel (1924–2006), Duits CDU-politicus, minister in de kabinetten van Adenauer en Kohl en Bondsdagvoorzitter
- Hartmut Bagger (1938), Duits generaal in de Bundeswehr
- Werner Widder (1944), Duits generaal in de Bundeswehr
- Wojciech Penkalski (1974), Pools politicus
- Bartosz Białkowski (1987), Pools voetballer (doelman)

### Elders geboren
- Stanislaus Hosius (1504–1579), vorst-bisschop van Ermland (Warmia), stichter van het Lyceum Hosianum in Braunsberg